# Liste des épisodes de Baki
Cet article est un complément de l’article sur le manga Baki. Il contient la liste des épisodes de l'adaptation en anime.

## Baky Anime

### OVA
Une original video animation (OVA) de 45 minutes sort au Japon en 1994, adaptant de manière fidèle des premiers volumes de la première série, notamment le combat entre Baki Hanma et Shinogi Koushou. Il est licencié en Amérique du Nord sous le titre Grappler Baki: The Ultimate Fighter par Central Park Media en VHS le 1er décembre 1996 et en DVD le 1er décembre 1998. Il est ensuite diffusé par Manga Entertainment en Australie et au Royaume-Uni.  En France, cet OAV a été doublée et diffusée en version française[réf. souhaitée].
Un original animation DVD (OAD) de 15 minutes intitulé Baki: Most Evil Death Row Convicts Special Anime (バキ 最凶死刑囚編SP(スペシャル)アニメ, Baki saikyōshikeishū-hen SP (supesharu) anime) est inclus avec la première édition du 14e volume de Baki-Dou le 6 décembre 2016, adaptant l'arc du même nom de la seconde série du manga. Produit par Telecom Animation Film, il est réalisé par Teiichi Takiguchi et suit cinq détenus internationaux qui sortent de prison et se rendent au Japon,.

### Séries d'animation
Une première série d'animation de 24 épisodes est diffusée sur TV Tokyo entre le 8 janvier 2001 et le 25 juin 2001, adaptant la première série mais changeant l'ordre des arcs, et éludant les chapitres adaptés dans l'OVA précédente. L'anime est produit par Free-Will, un label de musique. Une seconde adaptation animée de 24 épisodes, intitulée Grappler Baki: Maximum Tournament (グラップラー刃牙 最大トーナメント編, Gurappurā hakiba saidai tōnamento-hen) et suivant cet arc du manga est diffusée entre le 23 juillet 2001 et le 24 décembre 2001. Les musiques sont composées par Project Baki et les chansons interprétées par Ryōko Aoyagi. Pour la première série, le générique d'ouverture est Ai Believe (哀 believe) et celui de fin Reborn. Pour la seconde, le générique d'ouverture est All Alone et celui de fin Loved.... La bande originale sort le 27 mars 2003. Les deux séries sont licenciées en France par Déclic Images[réf. souhaitée] et en Amérique du nord par Funimation Entertainment, qui diffuse également les épisodes sur sa chaîne télévisée, Funimation Channel, en 2006, avec la chanson Child Prey du groupe Dir En Grey comme générique d'ouverture.
En décembre 2016, une adaptation animée de l'arc « Most Evil Death Row Convicts » de la seconde série de manga est annoncée. Intitulée Baki, elle est composée de 26 épisodes réalisés par Toshiki Hirano et produite par TMS Entertainment avec un chara-design de Fujio Suzuki et un script supervisé par Tatsuhiko Urahata. La série est diffusée sur Netflix le 25 juin 2018 au Japon et le 18 décembre 2018 dans le reste du monde,,. La série est diffusée sur Tokyo MX1 à partir du 1er juillet 2018. Le générique d'ouverture est Beastful de  Granrodeo et celui de fin Resolve de Miho Karasawa interprété par Azusa Tadokoro. Le 19 mars 2019, Netflix renouvelle la série pour une seconde saison. Le 5 mars 2020, la majeure partie de l'équipe précédente de TMS Entertainment est annoncée sur le projet avec un nouveau réalisateur et un nouveau chara-designer. Les 13 épisodes sont diffusés exclusivement sur Netflix le 4 juin 2020. Le générique d'ouverture est interprété par Granrodeo et celui de fin par Ena Fujita,.

## Baki the Grappler

### Saison 1: arcs « Kid » et « Underground Arena » (2001)
| No | Titre de l’épisode en français     | Titre original de l’épisode       | Date de 1re diffusion |
| -- | ---------------------------------- | --------------------------------- | --------------------- |
| 1  | Les premiers signes de la destinée | 宿命への胎動 Shukumei e no Taidou | 8 janvier 2001        |
| 2  | Ceux qui grouillent...             | 蠢く者たち Ugomeku Mono-Tachi     | 15 janvier 2001       |
| 3  | Le Démon du rocher Yasha           | 夜叉岩の魔獣 Yasha Iwa no Majuu   | 22 janvier 2001       |
| 4  | Des crocs et des chaînes           | 牙と絆 Kiba to Kizuna             | 29 janvier 2001       |
| 5  | L'Esprit du guerrier               | 戦士の心 Senshi no Kokoro         | 5 février 2001        |
| 6  | Un visiteur élégant                | 侠客立ち Kyoukaku Tachi           | 12 février 2001       |
| 7  | Pression                           | 握撃! Nigiri Geki!                | 19 février 2001       |
| 8  | Diable                             | 鬼 Oni                            | 26 février 2001       |
| 9  | Adieu                              | 訣別 Ketsubetsu                   | 5 mars 2001           |
| 10 | Champs de bataille                 | 戦場 Senjou                       | 12 mars 2001          |
| 11 | Gaïa                               | ガイア GAIA                       | 19 mars 2001          |
| 12 | Marques de morsures                | 噛み跡 Kami Ato                   | 26 mars 2001          |
| 13 | Challenge!                         | 挑む! Idomu!                      | 2 avril 2001          |
| 14 | Après avoir rêvé                   | 夢を見たあと Yume wo Mita ato     | 9 avril 2001          |
| 15 | Ce type                            | 彼奴 Aitsu                        | 16 avril 2001         |
| 16 | Le Chemin vers la terre promise... | 聖地への道 Seichi e no Michi      | 23 avril 2001         |
| 17 | Rassemblement                      | 集結 Shuuketsu                    | 30 avril 2001         |
| 18 | Cordes rompues                     | 紐切り Himo Giri                  | 7 mai 2001            |
| 19 | L'Adversaire                       | 対戦者 Taisen Sha                 | 14 mai 2001           |
| 20 | Défaite honorable                  | 名誉ある敗北 Meiyo aru Haiboku    | 21 mai 2001           |
| 21 | Instinct meurtrier                 | 殺傷本能 Sasshou Honnou           | 28 mai 2001           |
| 22 | Choc de titans                     | 両雄激突! Ryouyuu Gekitotsu!      | 4 juin 2001           |
| 23 | Dieu de Guerre et Dieu de Mort     | 武神、死神 Bushin, Shinigami      | 18 juin 2001          |
| 24 | La Récompense du démon             | 悪魔の報酬 Akuma no Houshuu       | 25 juin 2001          |

### Saison 2: arc « Maximum Tournament » (2001)
| No | Titre de l’épisode en français       | Titre original de l’épisode           | Date de 1re diffusion |
| -- | ------------------------------------ | ------------------------------------- | --------------------- |
| 1  | Ouverture !                          | 開始! Hajime! Kaishi!                 | 23 juillet 2001       |
| 2  | Un remplaçant de grande classe       | 超A級リザーバー Chou A kyuu RIZAABAA  | 30 juillet 2001       |
| 3  | La Cible finale                      | ファイナルターゲット FAINARUTAAGETTO  | 6 août 2001           |
| 4  | L'Arrivée de l'Ogre                  | オーガ降臨 OUGA Kourin                | 13 août 2001          |
| 5  | Le Droit de l'affronter              | ヤツと闘る権利 YATSU to Touru Kenri   | 20 août 2001          |
| 6  | Expert                               | 達人 Tatsujin                         | 27 août 2001          |
| 7  | Celui qu'il faut surpasser           | 超えるべき者 Koeru Beki Mono          | 3 septembre 2001      |
| 8  | Pourquoi il est impossible de perdre | 負けられぬ理由 Makerarenu Riyuu       | 10 septembre 2001     |
| 9  | Homme contre homme                   | 武人対侠客 Takehito tai Kyoukaku      | 17 septembre 2001     |
| 10 | Fighting Kids                        | ファイティングキッズ FAITEINGUKIZZU   | 24 septembre 2001     |
| 11 | Crocs                                | 牙 Kiba                               | 1er octobre 2001      |
| 12 | L'Ultime style Orochi !              | 究極! 愚地流 Kyuukyoku! Guchiryuu     | 8 octobre 2001        |
| 13 | Réunion                              | 揃い踏み Soroi Fumi                   | 15 octobre 2001       |
| 14 | Combat de catch                      | プロレス勝負! PURORESU Shoubu!        | 22 octobre 2001       |
| 15 | Malheur! Le poing sonique            | 悲運! 音速拳 Hiun! Onsoku Kobushi     | 29 octobre 2001       |
| 16 | L'homme qui a renoncé au lendemain   | 明日を捨てた男 Ashita wo Suteta Otoko | 5 novembre 2001       |
| 17 | Doppo, voltige !                     | 独歩、舞う! Doppo, Mau!               | 12 novembre 2001      |
| 18 | Héritier                             | 継ぐ者 Tsugu Mono                     | 19 novembre 2001      |
| 19 | L'Expert contre le monstre           | 達人VS怪物 Tatsujin VS Kaibutsu       | 26 novembre 2001      |
| 20 | Finale                               | 決勝（ファイナル） Kesshou (FAINARU)  | 3 décembre 2001       |
| 21 | Secret War                           | シークレットウォー SHIIKURETTOUOU     | 10 décembre 2001      |
| 22 | Les Génies évolutifs                 | 進化する天才 Shinka Suru Tensai       | 17 décembre 2001      |
| 23 | Dénouement                           | 決着 Kecchaku                         | 24 décembre 2001      |
| 24 | Rencontre                            | 邂逅 Kaikou                           | 24 décembre 2001      |

## Baki

### Saison 1: arc « Most Evil Death Row Convicts » (2018)
| No | Titre de l’épisode en français | Titre original de l’épisode                   | Date de 1re diffusion |
| -- | ------------------------------ | --------------------------------------------- | --------------------- |
| 1  | La synchronicité               | シンクロニシティ Shinkuronishiti              | 25 juin 2018          |
| 2  | Les arts martiaux secrets      | 黒格闘技 Kuro Kakutōgi                        | 2 juillet 2018        |
| 3  | Les voilà enfin !              | 来た！来た！！来た！！！ Kita! Kita!! Kita!!! | 9 juillet 2018        |
| 4  | Le combat commence             | 死闘開始!! Shitō Kaishi!!                     | 16 juillet 2018       |
| 5  | Encore ?                       | まだやるかい Mada Yaru Kai                    | 23 juillet 2018       |
| 6  | Le rapport du sergent Katahira | 片平巡査の報告書 Katahira Junsa no Hōkoku-sho | 30 juillet 2018       |
| 7  | Une équipe redoutable          | 最強タッグ Saikyō Taggu                       | 5 août 2018           |
| 8  | Match ou vrai combat           | 試合と本番 Shial to Honban                    | 13 août 2018          |
| 9  | Choc au Shin Shin Kai          | 神心会激震!! Shinshinkai Gekishin!!           | 20 août 2018          |
| 10 | Duel aérien                    | 空中決戦 Kūchū Kessen                         | 27 août 2018          |
| 11 | Le tueur de tigre              | 虎殺し Tora Koroshi                           | 3 septembre 2018      |
| 12 | Candy                          | キャンディ Kyandi                             | 10 septembre 2018     |
| 13 | M. Oliva                       | ミスターオリバ Misutā Oriba                   | 17 septembre 2018     |
| 14 | La liberté en question         | 許されぬ自由 Yurusa Renu Jiyū                 | 24 septembre 2018     |
| 15 | Tout en muscle                 | 超筋力 Chō Kinryoku                           | 1er octobre 2018      |
| 16 | Douleur et décisions           | 斬撃 Zangeki                                  | 8 octobre 2018        |
| 17 | Papa !                         | 親父ッ!! Oyaji~tsu!!                          | 15 octobre 2018       |
| 18 | Gratitude                      | アリガトウ Arigatō                            | 22 octobre 2018       |
| 19 | Aveu de défaite                | 認めるかい？ Shitatameru Kai?                 | 29 octobre 2018       |
| 20 | Saga                           | ＳＡＧＡ Sāga                                 | 4 novembre 2018       |
| 21 | Le châtiment                   | 制裁 Seisai                                   | 11 novembre 2018      |
| 22 | Le choc des mâles              | 超雄対決！ Chō o Taiketsu!                    | 18 novembre 2018      |
| 23 | À l'attaque                    | 本当の攻撃 Hontō no Kōgeki                    | 25 novembre 2018      |
| 24 | Le goût de la défaite          | 敗北 Haiboku                                  | 2 décembre 2018       |
| 25 | Un dieu et le diable           | 神と鬼 Kami to Oni                            | 9 décembre 2018       |
| 26 | Le grand tournoi de Raitai     | 大擂台賽 Dà Lèitái Sài                        | 16 décembre 2018      |

### Saison 2: arc « Great Chinese Challenge » et « Godlike Clash of the Kids » (2020)
| No | Titre de l’épisode en français             | Titre original de l’épisode         | Date de 1re diffusion |
| -- | ------------------------------------------ | ----------------------------------- | --------------------- |
| 1  | Que le grand tournoi de Raitai commence... | 開幕！大擂台賽 Kāimù! Dà Lèitái Sài | 4 juin 2020           |
| 2  | Revirements                                | 裏返り Uragaeri                     | 4 juin 2020           |
| 3  | Revitalisé !                               | 復活ッッ！！ Fukkatsu~tsu~tsu!!     | 4 juin 2020           |
| 4  | La formation des équipes                   | チーム結成！ Chīmu Kessei!          | 4 juin 2020           |
| 5  | Les mains dans les poches                  | ハンドポケット Handopoketto         | 4 juin 2020           |
| 6  | Imprrrrrressionnant !                      | スバラシイッッ Subarashii~tsu~tsu   | 4 juin 2020           |
| 7  | Kaioh                                      | 海皇 Kaikō                          | 4 juin 2020           |
| 8  | Le titre du plus fort                      | スバラシイッッ Saikyō no Shōgō      | 4 juin 2020           |
| 9  | Le maître ou le boxeur                     | 達人ＶＳボクサー Tatsujin vs Bokusā | 4 juin 2020           |
| 10 | Lève-toi et bats-toi                       | stand and fight                     | 4 juin 2020           |
| 11 | L'éveil                                    | 覚醒 Kakusei                        | 4 juin 2020           |
| 12 | Enfin                                      | 完成 Kansei                         | 4 juin 2020           |
| 13 | Tokyo la vengeance                         | REVENGE TOKYO                       | 4 juin 2020           |

## OVA
| No | Titre de l’épisode en anglais                    | Titre original de l’épisode | Date de 1re diffusion |
| -- | ------------------------------------------------ | --------------------------- | --------------------- |
| 1  | Baki The Grappler: The Ultimate Fighter          |                             | 21 août 1994          |
| 2  | Baki: Most Evil Death Row Convicts Special Anime |                             | 6 décembre 2016       |